# Танъюань
Танъюа́нь (кит. упр. 汤原, пиньинь Tāngyuán) — уезд городского округа Цзямусы провинции Хэйлунцзян (КНР). Название означает «исток реки Танванхэ» (хотя на самом деле река Танванхэ здесь не начинается, а наоборот — впадает в Сунгари).

## История
Уезд Танъюань провинции Гирин был создан в 1906, в 1908 году был передан в состав провинции Хэйлунцзян.
В 1932 году в Маньчжурии японцами было создано марионеточное государство Маньчжоу-го. 1 декабря 1934 года в Маньчжоу-го было произведено изменение административно-территориального деления, и уезд Танъюань оказался в составе новой провинции Саньцзян.
В 1945 году Маньчжурия была освобождена Советской армией. После войны правительство Китайской республики приняло программу нового административного деления Северо-Востока, и провинции Саньцзян и Бэйань были объединены в провинцию Хэцзян. В мае 1949 года провинция Хэцзян была присоединена к провинции Сунцзян, а в 1954 году провинция Сунцзян была присоединена к провинции Хэйлунцзян.
В 1985 году уезд Танъюань вошёл в состав новообразованного городского округа Цзямусы.

## Административное деление
Уезд Танъюань делится на 4 посёлка и 6 волостей.
| №  | Название    | Название (кит.) | Статус  | Население чел. (2010) | На карте                         |
| -- | ----------- | --------------- | ------- | --------------------- | -------------------------------- |
| 1  | Танъюань    | 汤原镇          | поселок | 87264                 | 46°43′47″ с. ш. 129°54′09″ в. д. |
| 2  | Сянлань     | 香兰镇          | поселок | 25706                 | 46°38′55″ с. ш. 129°45′08″ в. д. |
| 3  | Хэли        | 鹤立镇          | поселок | 21197                 | 47°03′23″ с. ш. 130°16′57″ в. д. |
| 4  | Юнфа        | 永发乡          | волость | 16884                 | 47°01′15″ с. ш. 130°14′25″ в. д. |
| 5  | Цзисян      | 吉祥乡          | волость | 14145                 | 47°01′55″ с. ш. 130°23′25″ в. д. |
| 6  | Тайпинчуань | 太平川乡        | волость | 13809                 | 46°52′23″ с. ш. 129°59′34″ в. д. |
| 7  | Чжулянь     | 竹帘镇          | поселок | 12839                 | 46°36′05″ с. ш. 129°51′57″ в. д. |
| 8  | Шэнли       | 胜利乡          | волость | 12033                 | 46°49′23″ с. ш. 129°59′56″ в. д. |
| 9  | Чжэньсин    | 振兴乡          | волость | 10907                 | 47°06′12″ с. ш. 130°39′52″ в. д. |
| 10 | Танван      | 汤旺乡          | волость | 9635                  | 46°36′32″ с. ш. 129°44′36″ в. д. |

## Соседние административные единицы
Уезд Танъюань на востоке граничит с уездом Хуачуань, на юго-востоке — с районами Дунфэн и Цзяо, на юге — с городом субпровинциального значения Харбин, на западе — с городским округом Ичунь, на севере — с городским округом Хэган.